# تاماجنيني نيني
تاماجنيني مانويل غوميز بابتيستا (بالبرتغالية: Tamagnini Nené‏)، من مواليد 20 نوفمبر 1949 في ليكا دا بالميرا، لاعب كرة قدم برتغالي سابق.
و قد لعب مع نادي بنفيكا منذ عام 1966 وحتى عام 1986.
و قد لعب مع منتخب البرتغال لكرة القدم 66 مباراة وسجل 22 هدف.

## مسيرته الكروية
لعب تاماجنيني نيني خلال مسيرته الاحترافية مع نادِ واحدٍ في ثمانية عشر موسمًا وسجل خلالها 262 هدف ضمن 422 مباراة. حيث فاز في ثمانية مواسم بالكأس وفي عشرة مواسم بالدوري.
خاض تاماجنيني نيني مسيرته مع نادي بنفيكا في موسم 1968–69 ليلعب معه ثمانية عشر موسمًا، مشاركًا في 422 مباراة سجل خلالها 262 هدف.

## روابط خارجية
- تاماجنيني نيني على موقع الاتحاد الأوربي (الإنجليزية)
- تاماجنيني نيني على موقع قاعدة بيانات كرة القدم.إي يو (الإنجليزية)
- تاماجنيني نيني على موقع ناشيونال فوتبول تيمز (الإنجليزية)
- تاماجنيني نيني على موقع عالم كرة القدم.نت (الإنجليزية)